# Nicolas Géliot
Pour les articles homonymes, voir Géliot.
Nicolas Géliot est un homme politique français né le 24 mai 1805 à Selongey (Côte-d'Or) et décédé le 5 août 1873 à Plainfaing (Vosges).

## Biographie
Manufacturier, commandant de la garde nationale et maire de Plainfaing en 1848, il est conseiller général du canton de Fraize de 1855 à 1870 et député des Vosges de 1867 à 1870, siégeant dans la majorité dynastique, soutenant le Second Empire.

## Sources